# 양곤 대학교
양곤 대학교는 미얀마의 선구적인 주요 대학 중 하나이며, 문학부, 과학부, 법학부 등의 여러 학부로 구성되어 있다. 1996년의 학생운동 이후로 정상적인 학사학위 프로그램은 제공되지 않고 있다. 만달레이대학교가 양곤대학교에서 1958년 독립되기 이전까지 미얀마의 모든 고등교육기관은 양곤대학교의 지휘를 받았다. 1964년 대학교육법이 발효된 이후, 문학부와 자연과학부, 법학부를 제외하고 이외의 학부는 독립 대학교가 되었다.
설립이래로, 양곤대학교는 대중운동의 중심지가 되었다. 1920년, 1936년, 1938년의 대부분의 반영운동은 이 대학교에서 시작되었다. 아웅 산, 우 누, 네 윈, 우 딴과 같은 반영운동의 지도자들은 이 대학교의 동문들이다. 이 학생운동의 전통은 1962년, 1974년, 1988년, 최근의 1996년과 같은 반군부 민주화운동에까지 그 맥이 이어지고 있다.

## 역사

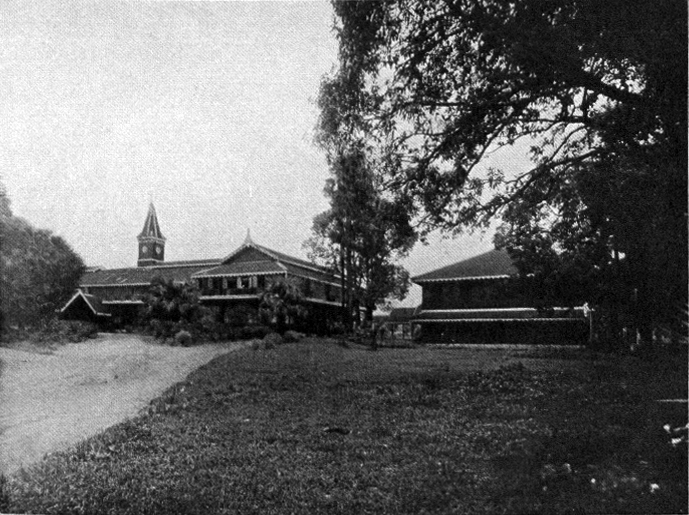
젓슨대학과 합병되기 이전의 1900년대 초반의 랑군대학의 광경.

켈커타 대학교의 분교로서 1878년에 설립된 랑군대학은 영국에 의해 운영되었다. 랑군대학은 식민정부가 교육기관들을 관리하기 위해 조성한 '교육차관'으로 설립되었다. 1904년에는 '정부대학(Government College)'으로 개칭되었고, 1920년에는 세속적인 정부대학과 침례교 신학교인 젓슨대학(Judson College)이 통합되면서 종합대학이 되었다. 이러한 통합의 과정에서 한동안 미국인 침례교도들은 젓슨대학을 랑군대학교의 독립된 교육기관으로 간주했다. 랑군 대학교는 자신들의 이상향으로 케임브리지 대학교와 옥스퍼드 대학교를 생각했다. 이 시기에 영국에 의해 설립된 상당수의 고등교육기관들은 랑군 대학교의 통제를 받았으며, 이처럼 랑군 대학교의 통제를 받은 기관은 1925년 설립된 만달레이대학교, 1930년에 설립된 양곤사범대학(현 양곤중앙교원연수원)과 양곤의학대학, 1938년에 설립된 만달레이농학전문학교(현 예진농업대학교)가 있다.
이 대학교에는 당시 버마의 최고 엘리트들이 입학하는 학교인 동시에, 격렬한 반식민 활동의 중심지였다. 영국의 식민지배에 항거한 1920년, 1936년, 1938년의 세번에 걸친 대투쟁도 랑군 대학교에서 시작되었다. 1930년대를 거쳐 랑군대학교는 버마민족주의의 모태가 되었으며, 아웅 산, 우 누, 우 딴과 같은 버마와 독립 이후 미얀마의 유명한 정치인들을 길러냈다.
1940년대와 1950년대에 걸쳐 랑군대학교는 동남아시아 최고대학, 아시아 최고대학의 반열에 들었다. 이 당시 세계 여러나라에서 많은 학생들이 유학을 왔다.

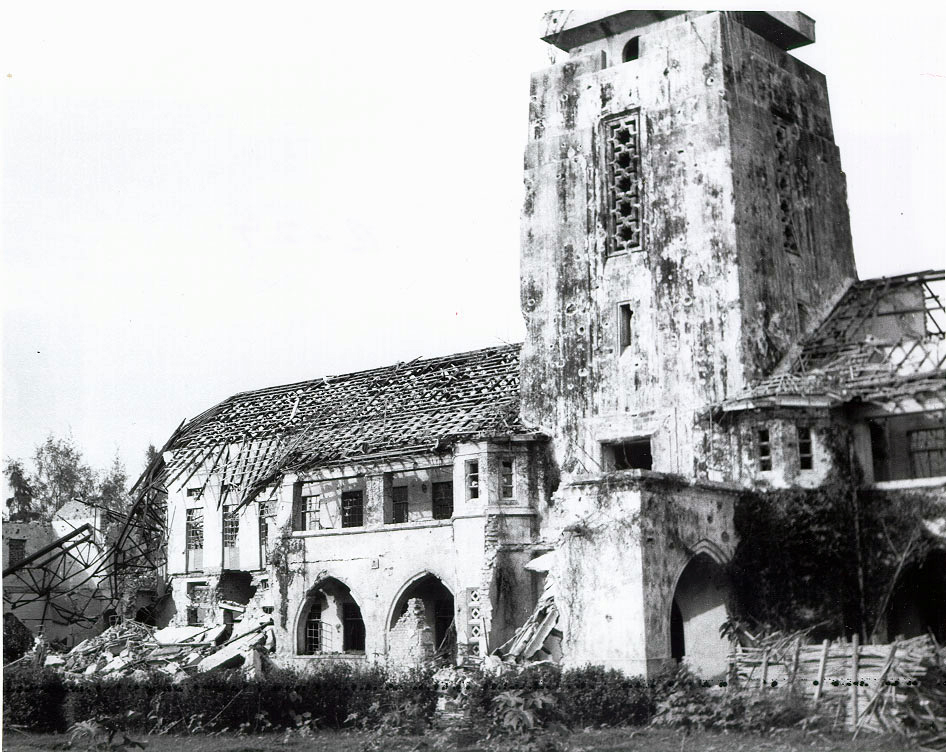
2차세계대전 중 피해를 입은 랑군대학교 건물.

랑군 대학교는 원래 교수 및 학자, 교직원의 위원회로 운영되었다. 하지만 1962년 버마식 사회주의의 집권 아래 네 윈 사회주의 정부가 드러서자 중앙정부기관인 고등교육위원회가 랑군대학을 통제하게 되었다. 랑군 대학교는 설립이래 영어를 교수용어로 사용했으나, 고등교육위원회가 랑군대학을 통제하게 되자 모든 교수용어와 교육교재가 버마어로 바뀌었다. 이로써 교육수준은 급격히 저하되었으며, 이전에 쌓아올린 명성도 무너지기 시작했다. 1964년 랑군 대학교에서 여러 학부가 독립된 이후 랑군 인문ㆍ자연과학대학교로 개칭되었다.
1962년 7월 7일 랑군 대학교의 학생들은 평화로운 시위를 통해 '부정한 대학 통제'에 저항했다. 이 시위에 대하여 네 윈 정권은 학생들의 시위를 강제 해산하기 위하여 군대를 파견했다. 이 군대의 발포로 인해 많은 학생들이 사망하였다. 진압에 투입된 군대는 다음날 아침 랑군대학교 학생회관 건물에 포격을 가했다.
1974년 11월 UN사무총장 우 딴이 사망하자 그의 장례식이 12월 5일 대학에서 있었다. 국장(國葬)으로 치루어진 이 장례식에서 학생들은 경의를 표하지 않는 국가에 저항함을 드러내기 위하여 영구 중이던 관을 빼앗아 학교 인근 카이카라이 도로에서 자체적으로 장례를 치른 뒤 대학교 내 마련된 임시 빈소에 관을 세워두었다. 12월 11일 군대가 캠퍼스에 진압하여 저항하는 학생들을 사살하고 관을 원상태로 했다. 이후 우 딴의 시체는 슈웨다곤 파고다 밑에 묻혔다.
1989년 군사 쿠데타 이후 국명을 미얀마로 변경하고 이와 함께 랑군대학교의 이름도 양곤대학교로 바뀌었다. 대학교는 학생들이 연합하여 8888 항쟁의 재발을 두려워한 군부로 인해 1990년대 대부분의 경우 폐쇄되어 있었다. 오늘날, 대학교는 정부에 의해 비정기적으로 폐쇄된다. 학생들의 연대를 방지하기 위하여 당국은 존재하는 교육기관과 학부를 양곤대학교로부터 분리하여 양곤시 밖으로 교사를 분산시켰다. 현재, 양곤대학교 메인 캠퍼스에는 대학원 수업과 특정한 전문가 과정, 졸업수업만이 이루어질 뿐이다. 학부수업은 대이곤 대학고, 동양곤대학교, 서양곤대학교에서 이루어진다.

## 학부
- 철학부
- 수학부
- 물리학부
- 화학부
- 산업화학부
- 동물학부
- 식물학부
- 법학부
- 영어영문학부
- 버마어버마문학부
- 역사학부
- 국제관계학부
- 지질학부
- 동방학부
- 정보기술학부
- 지리학부

## 학사과정
양곤대학교는 학부와 대학원 프로그램을 제공한다. 학부 프로그램은 문학사, 이학사, 법학사 세 분과로 나뉜다. 1996년의 학생운동이후 군사정부는 본 캠퍼스에서 더 이상 모든 과정의 학부 프로그램을 제공할 수 없도록 조치했다. 더욱이, 당국은 캠퍼스에서 학부생들이 머무는 것 조차 허용하지 않고 있다.

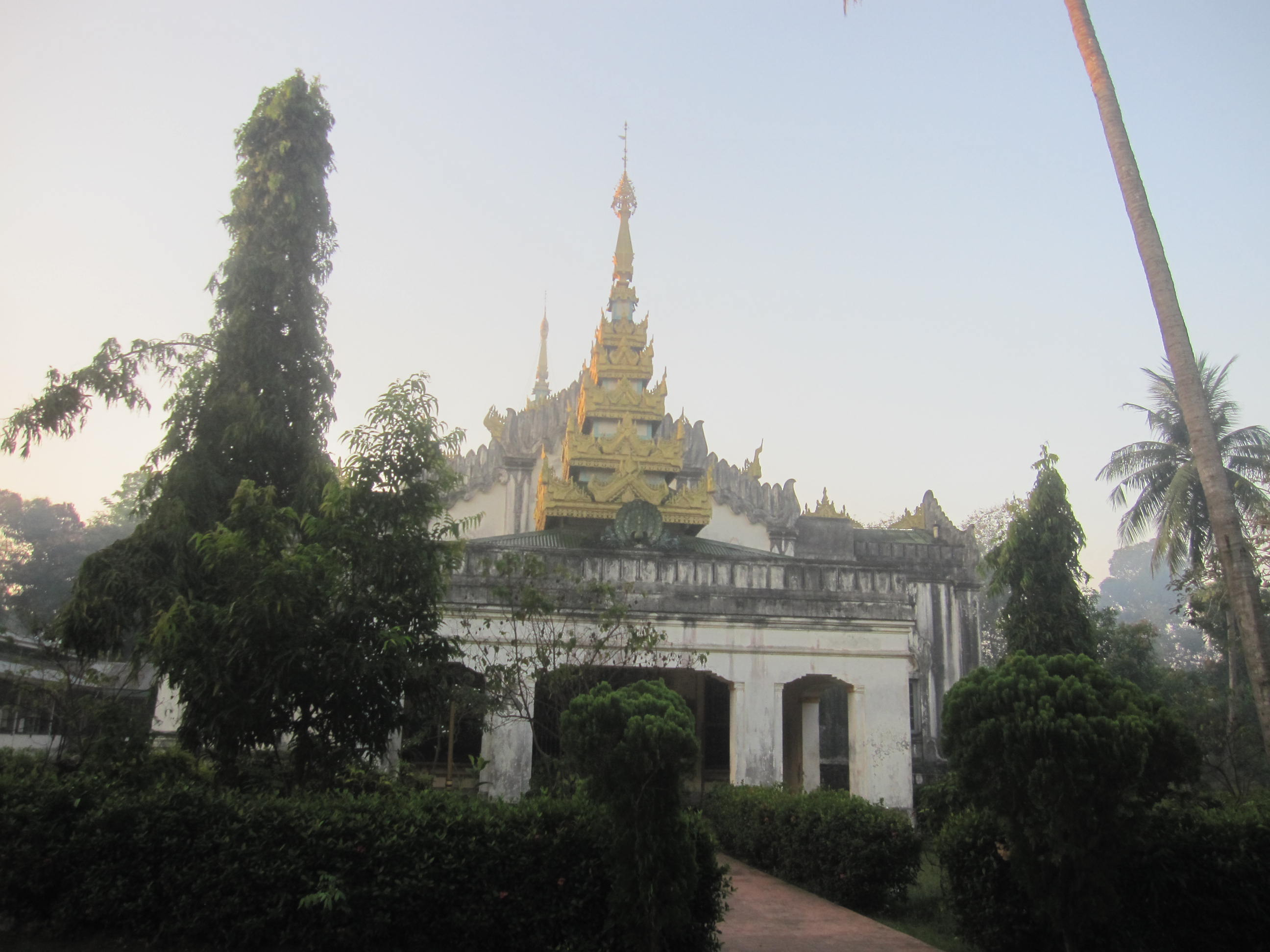
다마홀 : 학위수여식장

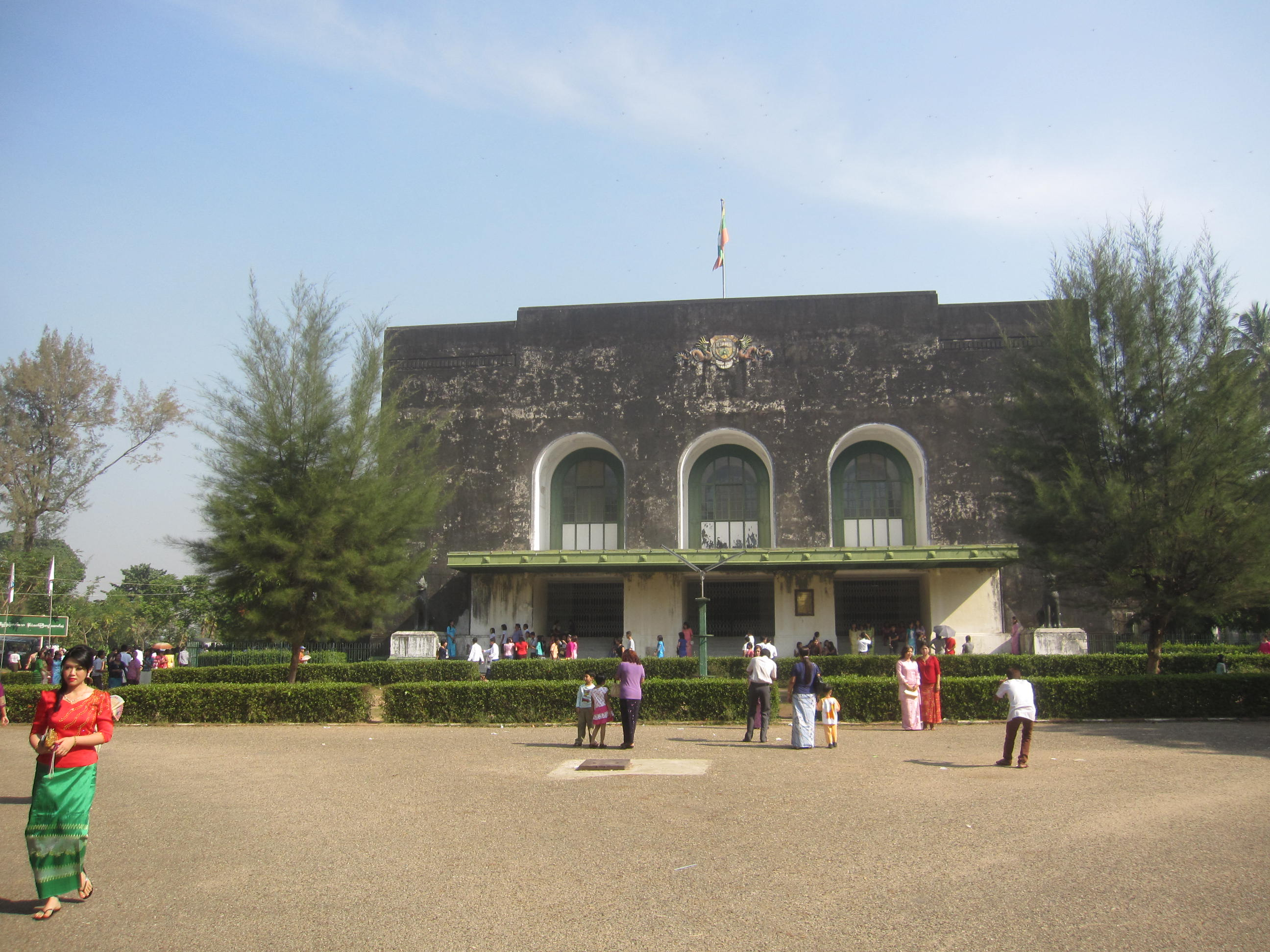
대학본부

| 학부명             | 학사   | 석사     | 박사     |
| ------------------ | ------ | -------- | -------- |
| 미얀마어미얀마문학 | 문학사 | 문학석사 | 철학박사 |
| 영어영문학         | 문학사 | 문학석사 | 철학박사 |
| 지질학             | 이학사 | 이학석사 | 철학박사 |
| 역사학             | 문학사 | 문학석사 | 철학박사 |
| 철학               | 문학사 | 문학석사 | 철학박사 |
| 심리학             | 문학사 | 문학석사 | 철학박사 |
| 법학               | 법학사 | 법학박사 |          |
| 식물학             | 이학사 | 이학석사 | 철학박사 |
| 화학               | 이학사 | 이학석사 | 철학박사 |
| 수학               | 이학사 | 이학석사 | 철학박사 |
| 물리학             | 이학사 | 이학석사 | 철학박사 |
| 동물학             | 이학사 | 이학석사 | 철학박사 |

## 캠퍼스
양곤대학교는 양곤의 가장 큰 호수인 인야호 남서쪽에 있다. 현대의 양곤대학교는 1920년에 건설되었다.

### 교사

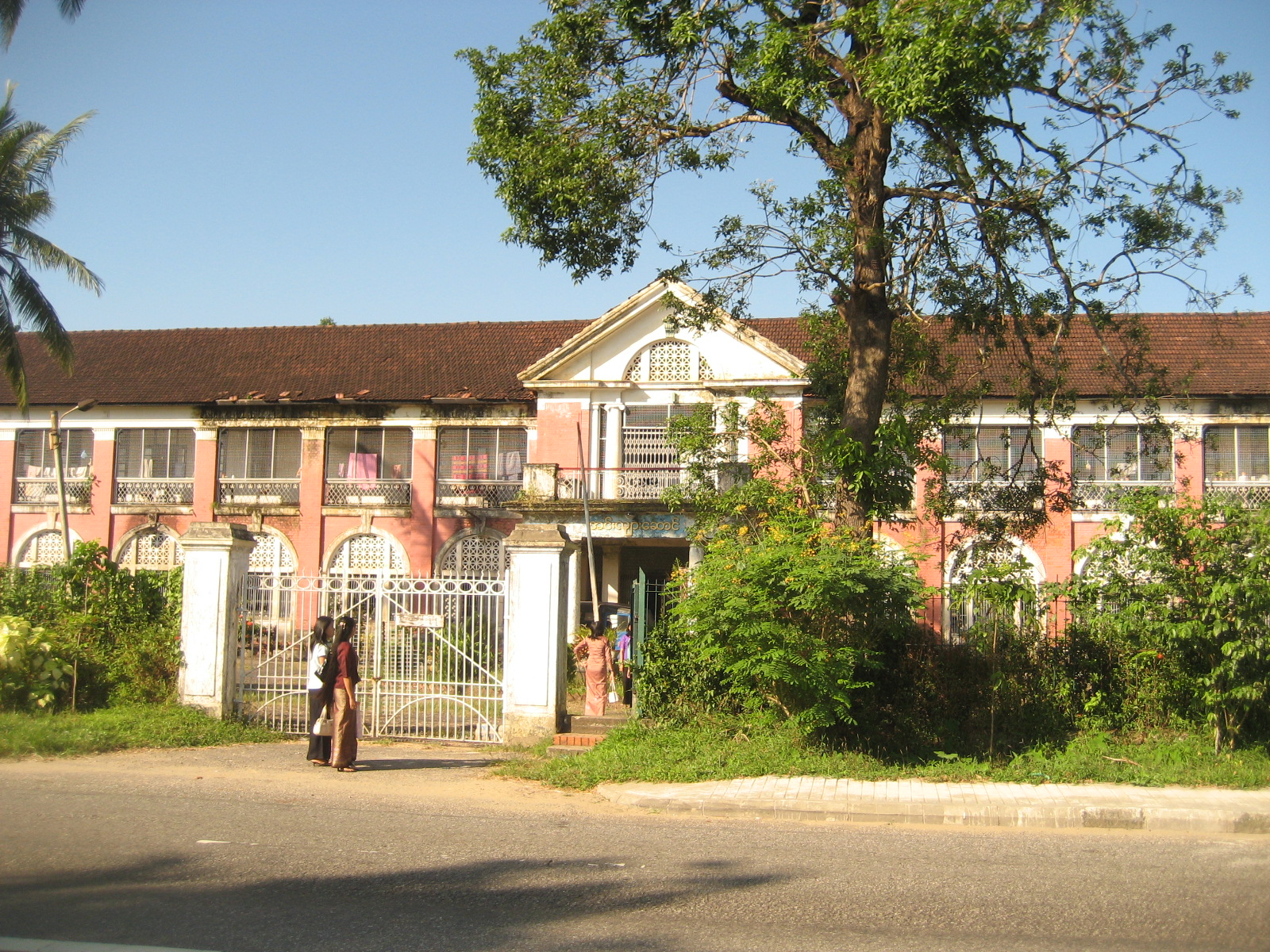
인야관의 모습.

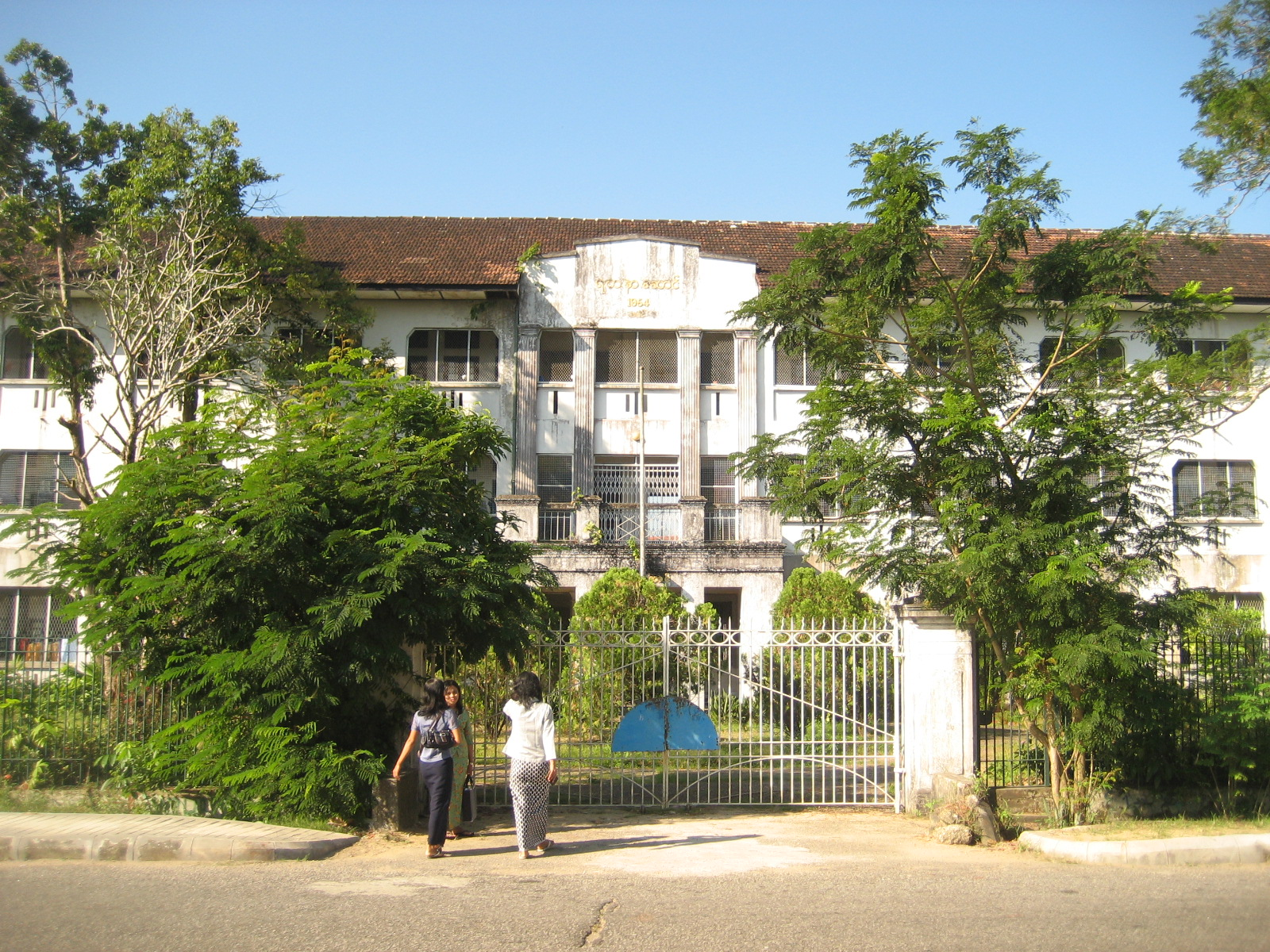
야다나관의 모습.

미얀마의 대학에서는 수업 및 학교생활에서 혼성이 허용되지 않는다. 이러한 원칙에 따라 양곤대학교에는 별도의 여학생 교사가 있으며, 이 여학생 교사는 여학생만이 사용할 수 있다.
| - 바고 관 - 베이건 관 (여성전용) - 데이곤 관 - 인와 (아바) 관 - 인야 관 (여성전용) | - 말라 관 (여성전용) - 나와데이 관 - 핀야 관 - 퍄이 관 (여성전용) - 사가잉 관 - 쉐보 관 | - 다웅구 관 - 타광 관 (여성전용) - 타톤 관 - 티리 관 (여성전용) - 야다나 관 (여성전용) |

### 기타 주요 교사
- 인문학부 교사
- 강당
- 레크리에이션 센터
- 과학부 교사
- 다마 홀 - 학위수여식장
- 대학교 부속 요양소
- 대학교 설립 50주년 기념관
- 대학교 부속 병원